# Elle Macphersonová
Elle Macphersonová, rodným jménem Eleanor Nancy Gow (* 29. března 1963 Sydney) je australská modelka, herečka a podnikatelka, jejíž přezdívka během modelingové kariéry zněla „The Body“ (Tělo). V plavkovém vydání Sports Illustrated Swimsuit Issue drží rekord v počtu vydání, kdy se objevila na obálce. Mezi lety 1986–2006 na titulní straně pózovala pětkrát.

## Osobní život
Elle Macpherson se potkala s Gillem Bensimonem v roce 1984 při focení pro časopis Elle. Po dvouletém vztahu uzavřeli v květnu 1986 sňatek. O tři roky později se rozvedli. Na svět přivedla dva syny, Arpada Flynna Alexandera Bussona (narozený 14. února 1998) a Aureliuse Cya Andrease Bussona (narozený 4. února 2003), jejichž otcem se stal bývalý partner, francouzský finančník Arpad Busson.
Podruhé se vdala v roce 2013 za miliardáře Jeffreyho Soffera. Plynně hovoří francouzsky, domluví se také italsky a španělsky.
V 53 letech onemocněla rakovinou prsu. Rozhodla se pro alternativní přístup bez využití chemoterapie, je v remisi.